# Frederick H. Evans

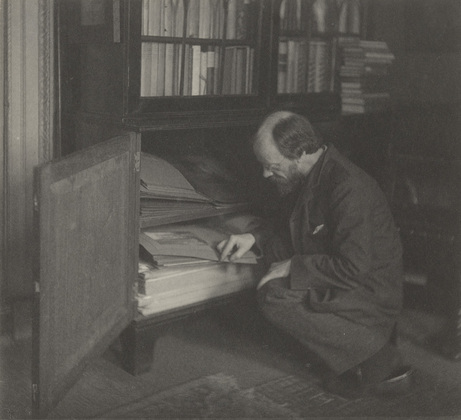
Gertrude Käsebierová: Frederick H. Evans, 1907

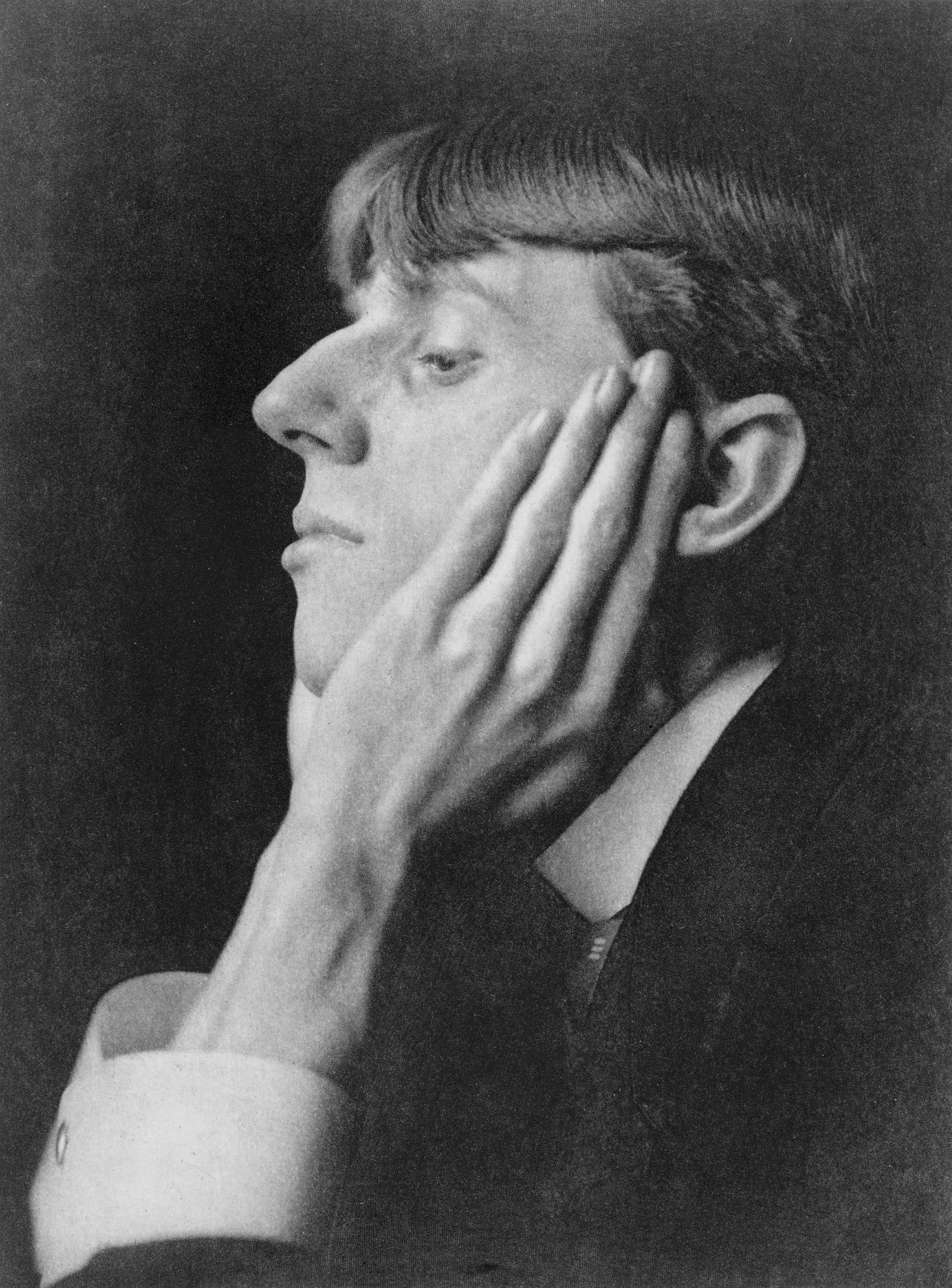
Frederick H. Evans: Aubrey Beardsley, asi 1895

Frederick Henry Evans (26. června 1853 – 24. června 1943) byl známý britský fotograf, zejména architektury. Je nejznámější svými snímky anglických a francouzských katedrál.

## Život a dílo
Evans začal svou kariéru jako knihkupec, ale v roce 1898 z tohoto oboru odešel, aby se mohl na plný úvazek věnovat fotografování, Osvojil si techniku platinotypie - s rozsáhlým a jemným tonálním rozsahem a lepší odolností proti poškození, než jiné metody dostupné v té době. Nicméně cena platiny - a tím i náklady na výrobu jeho obrazů - začala pozvolna růst. Také z tohoto důvodu, a také proto že nebyl ochoten přejít na jinou alternativní metodu fotografické techniky, Evans v roce 1915 odešel z fotografie zcela.
Evansovým ideálem bylo „jednoduše perfektní“ fotografické provedení – neretušované nebo jakýmkoliv způsobem upravené – k tomu se dobře hodilo téma architektury: staré, historické, zdobené a často poměrně velké katedrály, kláštery a jim podobné budovy v anglickém a francouzském prostředí. Tento perfekcionismus, spolu s jeho tendencí vystavovat na veřejnosti a publikování o své práci, si velmi rychle získal mezinárodní respekt, ale také imitaci. Nakonec byl považován za zřejmě nejlepšího architektonického fotografa své doby.
Evans byl také schopný fotograf krajin a portrétů. Mezi jeho mnoho významných přátel a známých, patří také portréty George Bernarda Shawa, s nímž si také často dopisoval. V roce 1901 pořídil snímek s názvem Portrait of F. Holland Day in Arab Costume, kde zachytil svého kolegu Hollanda Daye v arabských šatech.
Byl členem spolku The Linked Ring společně s dalšími osobnostmi jako byli například Hugo Henneberg, Paul Martin, Alfred Stieglitz, Frank Meadow Sutcliffe a Clarence Hudson White.

## Galerie

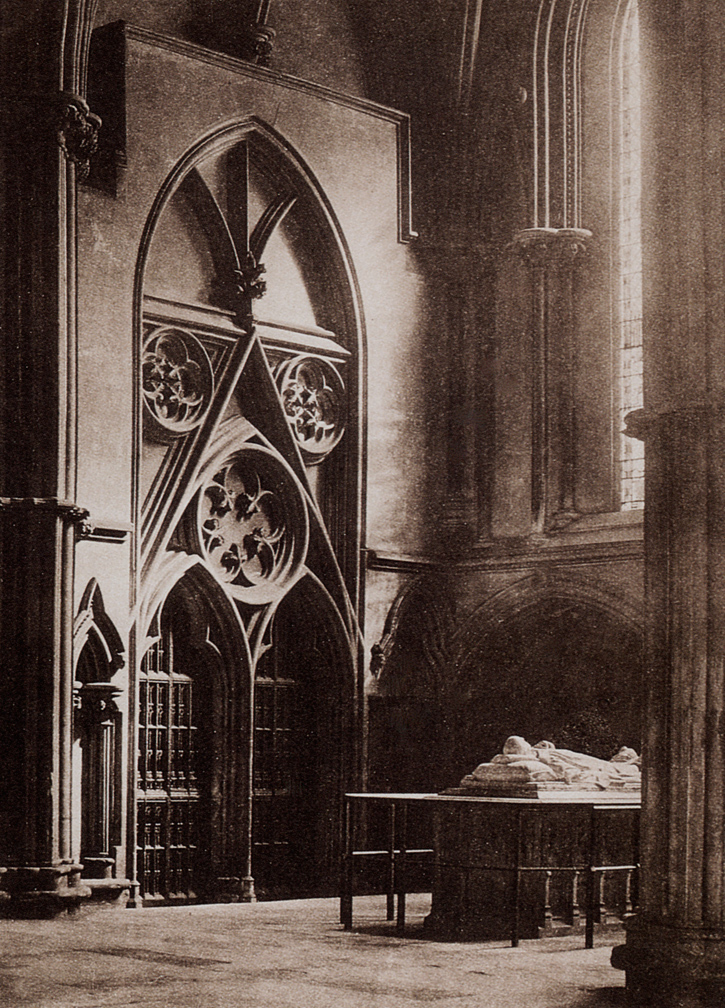
Frederick H. Evans: York Minster: 'In Sure and Certain Hope, otištěno v Camera Work č. 4, 1903
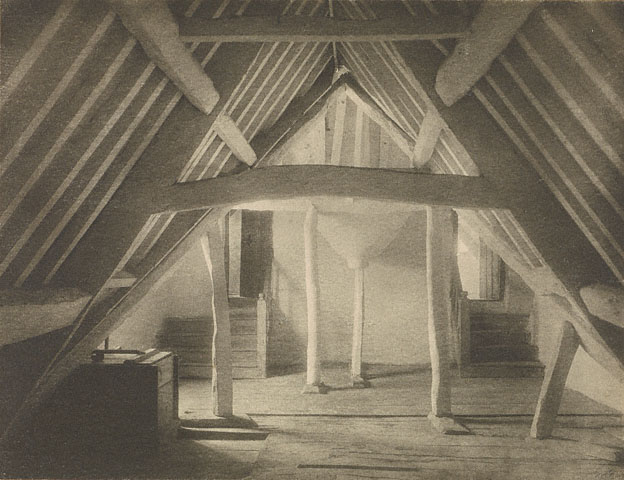
Kelmscott Manor
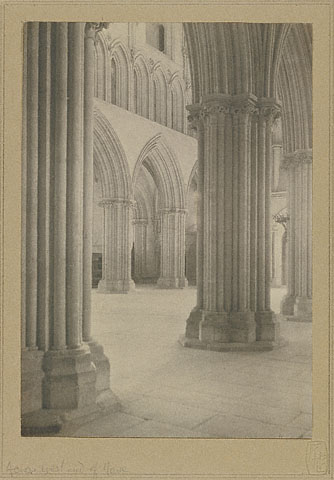
Wels Cathedral, asi 1903